# Peter Frühsammer

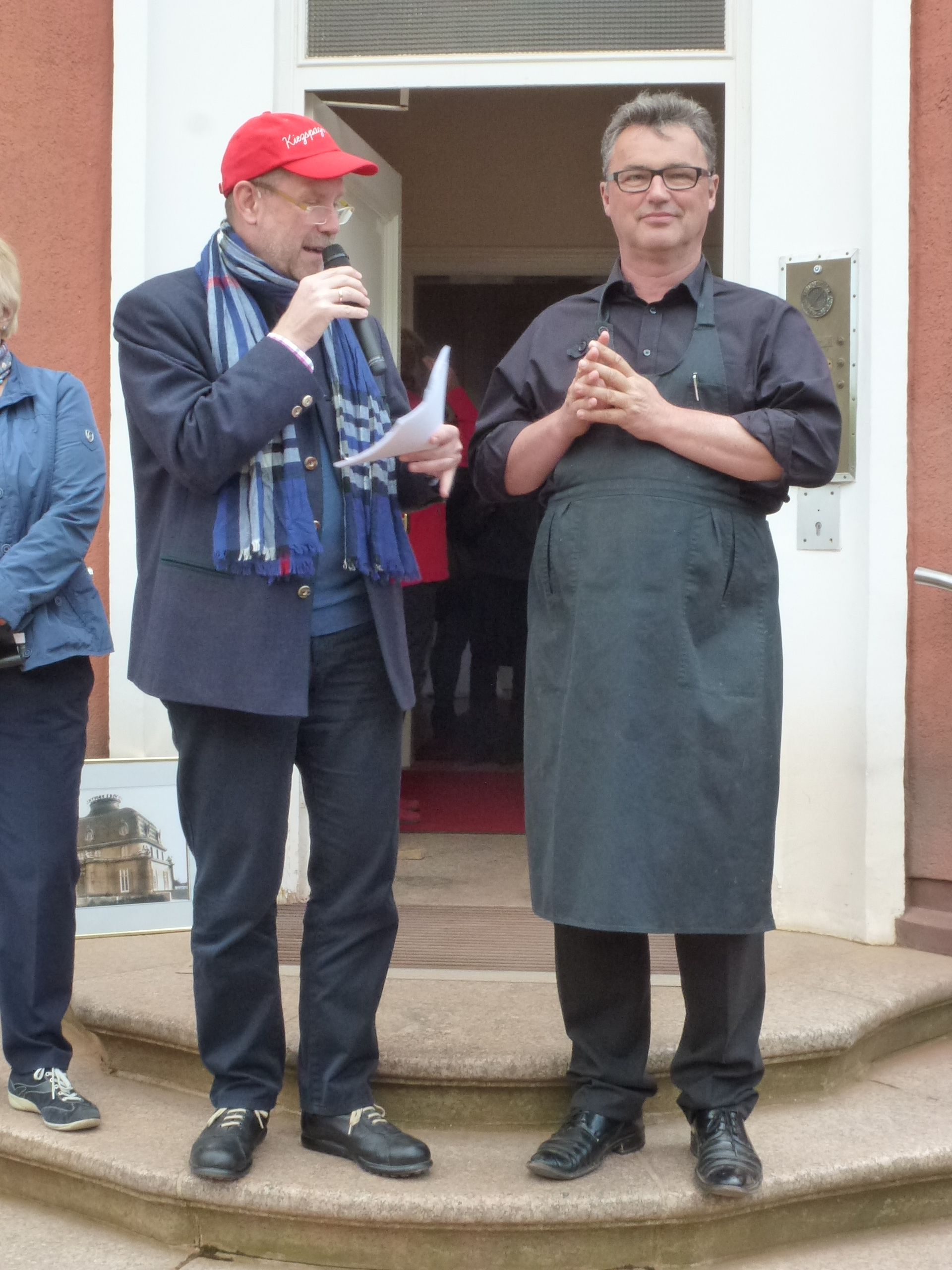
Peter Frühsammer mit dem Bürgermeister von Charlottenburg-Wilmersdorf Reinhard Naumann

Peter Frühsammer (* 19. August 1959 in Burgberg (Giengen)) ist ein deutscher Koch.

## Werdegang
Peter Frühsammer verbrachte seine Kindheit in der Großelterlichen Landgaststätte bei Heidenheim. 1974 ging er zur Kochlehre nach Stockach zum Hotel Paradies. 1977 zog er nach Berlin, um in das Restaurant Grillroom (ein Michelin-Stern) im Hotel Berlin  zu wechseln. 1979 fing er in der Sterneküche der Künstlerkneipe von Hugo Schwall in Karlsruhe an und dann 1980 im Restaurant Burg Windeck in Bühl bei Peter Wehlauer (zwei Michelin-Sterne). Bei Jacob Duijn arbeitete er bei Mövenpick in Hamburg ein Jahr als Sommelier.
1983 machte er sich mit seiner damaligen Frau Antje in Berlin mit dem Restaurant an der Rehwiese selbständig, das von 1985 bis 1994 mit einem Michelin-Stern ausgezeichnet wurde. 1990 baute er eine extensive Gallowayzucht im südlichen Umland Berlins auf. 1996 trennte sich das Ehepaar; das Cateringunternehmen Servino wurde von ihm alleine weitergeführt, das Restaurant wurde geschlossen und die Rinderzucht verkauft. 
1998 lernte er seine heutige Frau Sonja Frühsammer kennen, die ebenfalls im Cateringunternehmen arbeitete. Sonja übernahm nach und nach die Küche. Im Grunewalder Tennisclub, der regelmäßiger Catering-Kunde des Servino war, öffneten sie 2005 das Frühsammers Restaurant mit Peter Frühsammer als Gastgeber und Sommelier und seiner Frau in der Küche. 2007 heirateten sie. 
Im Herbst 2020 wurde Peter Frühsammer zudem als Küchenchef im Ernst-von-Bergmann-Klinikum in Bad Belzig tätig. Ende 2022 wurde das Frühsammers Restaurant geschlossen.

## Privatleben
Frühsammer hat eine Tochter aus erster Ehe (* 1986).  

## Auszeichnungen
- 1985 bis 1994: Ein Stern im Guide Michelin für das Restaurant An der Rehwiese in Berlin
- 2014: Gastgeber des Jahres der Berlin-Brandenburger Meisterköche[9]